# Ornipholidotos kelle
Ornipholidotos kelle är en fjärilsart som beskrevs av Henry Stempffer 1967. Ornipholidotos kelle ingår i släktet Ornipholidotos och familjen juvelvingar. Inga underarter finns listade i Catalogue of Life.